# Malolo (Schiff)
Die Malolo war ein 1927 in Dienst gestelltes Passagierschiff der US-amerikanischen Reederei Matson Navigation Company. Das zuletzt als Queen Frederica für Kreuzfahrten eingesetzte Schiff blieb bis 1973 in Fahrt und wurde 1978 während Abbrucharbeiten in Griechenland durch ein Feuer zerstört.

## Geschichte
Die Malolo wurde am 26. Juni 1925 unter der Baunummer 509 bei William Cramp & Sons in Philadelphia auf Kiel gelegt und auf den Tag genau ein Jahr später vom Stapel gelassen. Während einer Probefahrt am 25. Mai 1927 kollidierte das Schiff vor Nantucket mit dem Frachter Jacob Christensen und musste zur Reparatur in die Werft zurückkehren. Im Oktober 1927 wurde es schließlich an seinen Eigner übergeben und am 16. November 1927 auf der Strecke von San Francisco über Los Angeles nach Honolulu in Dienst gestellt.
Seit 1929 war die Malolo für hochpreisige Kreuzfahrten im Einsatz. Am 21. September 1929 brach das Schiff zu einer 90-tägigen Pazifik-Rundreise in San Francisco auf, die vom damaligen Präsidenten der Matson Navigation Company mit der San Francisco Chamber of Commerce als besonderes Ereignis für wohlhabende Geschäftsleute durchgeführt wurden. An Bord befanden sich hierdurch unzählige Millionäre. Während dieser Reise erfuhren die Passagiere am 24. Oktober 1929 vom Schwarzen Donnerstag, viele der einst wohlhabenden Gäste an Bord verloren ihr Vermögen. 1931 kehrte die Malolo nach weiteren Kreuzfahrten in den Liniendienst zurück. 1937 wurde das Schiff umgebaut und in Matsonia umbenannt.
Mit Ausbruch des Zweiten Weltkriegs in den Vereinigten Staaten wurde die Matsonia von der US Maritime Commission als Truppentransporter eingesetzt und blieb als solcher bis April 1946 in Fahrt, ehe sie modernisiert und im Mai 1946 wieder auf ihrer alten Route in Dienst gestellt wurde.
Nach zwei weiteren Jahren im Dienst auf der Strecke von San Francisco nach Honolulu wurde das Schiff 1948 an die griechische Mediterranen Lines verkauft und in Atlantic umbenannt. Nach einer Modernisierung bei Ansaldo in Genua wurde es am 14. Mai 1949 für die Home Lines auf der Strecke von Genua über Neapel nach New York in Dienst gestellt. Im April 1952 wechselte es auf die Strecke von Southampton über Le Havre nach New York.

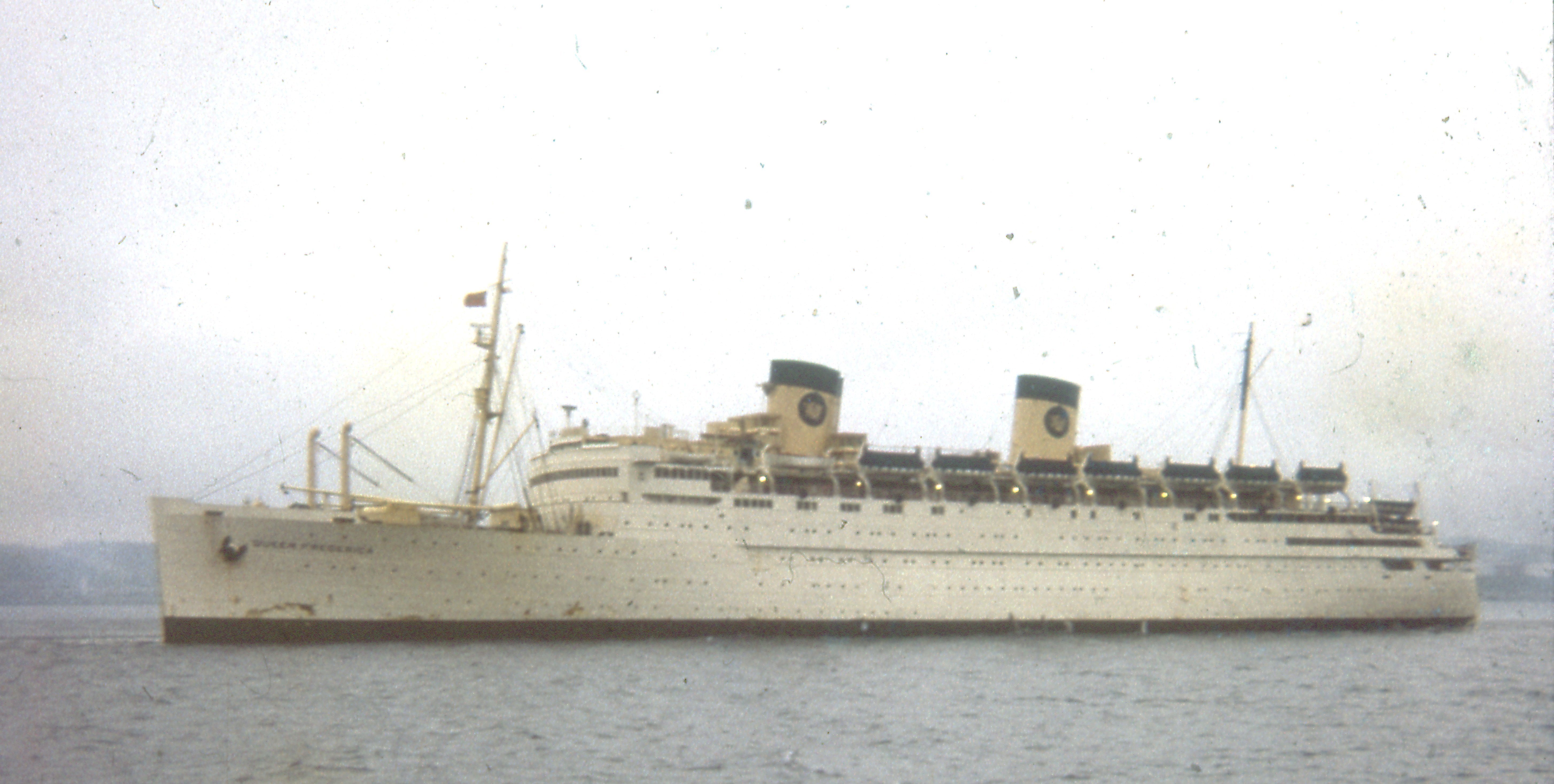
Die Queen Frederica in Halifax (1962)

1954 ging die Atlantic unter dem Namen Queen Frederica an die National Hellenic American Line (einer Tochtergesellschaft der Home Lines), um fortan von Piräus nach New York eingesetzt zu werden. Ab 1956 unternahm das Schiff außerdem Atlantiküberquerungen ab Cuxhaven und Le Havre. 1961 erhielt es eine Modernisierung der Passagiereinrichtungen.
Im November 1965 ging die Queen Frederica in den Besitz der griechischen Reederei Chandris über, für die sie nach einer Modernisierung in Piräus bis September 1969 für Linienreisen nach Australien und Kreuzfahrten in Fahrt blieb. Anschließend wurde sie für Kreuzfahrten an Sovereign Cruises verchartert, ehe sie seit September 1971 auflag. Nach drei Jahren Liegezeit charterte die Reederei Blue Sea Cruises im April 1973 das Schiff für Kreuzfahrten im Mittelmeer, ehe es im November 1973 endgültig ausgemustert wurde.
Nach fast vier Jahren Liegezeit in Griechenland wurde die Queen Frederica im Juli 1977 zum Abbruch nach Perama verkauft. Während der Abbrucharbeiten wurde das Schiff im Februar 1978 bei einem Brand zerstört, der durch Funkenschlug eines Schweißgeräts bei Abbrucharbeiten im Innenbereich ausgebrochen war. Die Abbrucharbeiten wurden daraufhin gestoppt, noch drei Jahre später lag die ausgebrannte Queen Frederica in Perama. Wann genau ihr vollständiger Abbruch erfolgte ist unklar.